# Al-Sekka Al-Hadid
Al-Sekka Al-Hadid je egyptský fotbalový klub z Káhiry, který působí v Egyptian Third Division. Klub byl založen v roce 1903 a svoje domácí utkání hraje na stadionu Sekka El Hadeed Stadium s kapacitou 25 000 diváků.